# Netreba (rejon rokicieński)
Netreba (ukr. Нетреба) – wieś na Ukrainie, w obwodzie rówieńskim, w rejonie rokicieńskim, w hromadzie Rokitno. 
W 2001 liczyła 586 mieszkańców, spośród których 581 wskazało jako ojczysty język ukraiński, 2 rosyjski, 1 białoruski, a 2 ormiański.
W okresie międzywojennym wieś znajdowała się w granicach II RP, wchodząc w skład gminy Kisorycze w powiecie sarneńskim, w województwie wołyńskim.
W czasie okupacji niemieckiej mieszkająca tutaj ukraińska rodzina Kryżowów udzielała pomocy Żydom. W 2003 roku Instytut Jad Waszem uhonorował za to Wasyla i Natalię Kryżowów (pośmiertnie) oraz ich syna Ołeksandra tytułami Sprawiedliwych wśród Narodów Świata.